# Reinhold Sallbach
Heinrich Eduard Reinhold Sallbach (* 8. Januar 1831 in Bottschow; † 21. Dezember 1895 in Charlottenburg) war ein preußischer General der Artillerie.

## Leben

### Herkunft
Er war der Sohn des Gutsbesitzers Eduard Sallbach († 1816) und dessen Ehefrau Emilie, geborene Schroer.

### Militärkarriere
Sallbach absolvierte das Realgymnasium in Frankfurt (Oder) und trat am 24. Februar 1849 als Kanonier in die 3. Artillerie-Brigade der Preußischen Armee ein. Zur weiteren Ausbildung war er 1850/53 an die Vereinigte Artillerie- und Ingenieurschule kommandiert und avancierte zwischenzeitlich zum Sekondeleutnant. Am 20. Oktober 1853 wurde Sallbach zum Artillerieoffizier ernannt und unterrichtete als Lehrer für Mathematik an der Regimentsschule. Am 15. Oktober 1858 kommandierte man ihn als Assistent zur Artillerieprüfungskommission. Unter Belassung in diesem Kommando erfolgte am 13. September 1859 mit seiner Beförderung zum Premierleutnant die Versetzung in das 8. Artillerie-Regiment. Mitte April 1864 wurde Sallbach zum Kriegsministerium kommandiert und mit der Beförderung zum Hauptmann am 30. Juli 1864 in die Artillerieabteilung des Ministeriums versetzt. In dieser Stellung stieg er im Juni 1869 zum Major auf.
Anlässlich des Krieges gegen Frankreich war Sallbach 1870/71 für die Dauer des mobilen Verhältnisses als Adjutant zum Stab der Belagerungsartillerie vor Paris (Südfront) kommandiert. Hier wirkte er bei der Belagerung der französischen Hauptstadt sowie während der Kämpfe am Mont Valérien. Ausgezeichnet mit beiden Klassen des Eisernen Kreuzes war Sallbach vom 11. Februar 1873 bis zum 8. Juni 1874 kurzzeitig Kommandeur des I. Bataillons im Brandenburgischen Fußartillerie-Regiment Nr. 3 (General-Feldzeugmeister) in Mainz. Anschließend beauftragte man ihn mit der Führung des Fußartillerie-Regiments Nr. 15 in Straßburg. Am 23. Juni 1874 wurde Sallbach zum Regimentskommandeur ernannt und in dieser Eigenschaft am 19. September 1874 zum Oberstleutnant sowie am 22. März 1877 zum Oberst befördert. Unter Stellung à la suite des Regiments schloss sich vom 14. Januar 1879 bis zum 22. Oktober 1880 eine Verwendung als Kommandeur der 3. Fußartillerie-Brigade in Mainz an. Am 23. Oktober 1880 wurde Sallbach zum Präses der Artillerieprüfungskommission ernannt und war in dieser Eigenschaft auch Mitglied des Generalartilleriekomitees. Gleichzeitig fungierte er ab Mitte Dezember 1880 auch als Mitglied der Studienkommission der Kriegsakademie. Anfang August 1883 zum Generalmajor befördert, erhielt Sallbach am 23. Juni 1887 das Großkreuz des Franz-Joseph-Ordens und avancierte am 7. Juli 1888 zum Generalleutnant. Drei Monate später wurde er von seiner Stellung an der Kriegsakademie entbunden. Aus gesundheitlichen Gründen nahm Sallbach im April 1889 einen dreimonatigen Urlaub. Nach seiner Rückkehr war er kurzzeitig zum Kriegsministerium abkommandiert und dort mit der Wahrnehmung der Geschäfte als Direktor des provisorischen Waffendepartements beauftragt. Mit der Bildungs dieses Departements wurde Sallbach zum Direktor ernannt. Er gab diesen Posten jedoch nach kurzer Zeit wieder ab und wurde am 12. April 1890 Generalinspekteur der Fußartillerie. Sallbach erhielt am 18. Januar 1891 den Kronenorden I. Klasse und wurde am 2. September 1892 zum General der Artillerie befördert. Aufgrund seiner angegriffenen Gesundheit reichte er seinen Abschied ein und wurde am 10. Juni 1893 unter Verleihung des Roten Adlerordens I. Klasse mit Eichenlaub zur Disposition gestellt. Er wurde auf dem Invalidenfriedhof beigesetzt.

### Familie
Sallbach hatte sich am 26. September 1855 in Berlin mit Franziska Juliane Richter (1834–1913) verheiratet. Aus der Ehe gingen die beiden Töchter Wally (* 1856) und Margarete (* 1858) hervor.